# Chrám Narození přesvaté Bohorodičky (Kežmarok)
Chrám Narození přesvaté Bohorodičky je řeckokatolická cerkev v Kežmarku. Základní kámen posvětil 10. července 2004 Ján Babjak, prešovský arcibiskup a metropolita, který po dokončení výstavby 21. září 2008 cerkev vysvětil. Nachází se na Hviezdoslavově ulici, naproti dřevěnému artikulárnímu kostelu.
Chrám patří do řeckokatolické farnosti Ľubica.
Spolu s Kostelem Nejsvětější Trojice (Dřevěným kostelem) a Novým evangelickým kostelem vytvářejí tzv. "Soukostelí".